# Juglans pistaciformis
Juglans pistaciformis — вид квіткових рослин родини горіхові (Juglandaceae).